# 田中〜年齢イコール彼女いない歴の魔法使い〜
『田中〜年齢イコール彼女いない歴の魔法使い〜』（たなか ねんれいイコールかのじょいないれきのまほうつかい）は、ぶんころりによる日本のライトノベル。小説投稿サイト『小説家になろう』で2014年3月から『田中のアトリエ 〜年齢イコール彼女いない歴の錬金術師〜』のタイトルで連載開始、2017年3月に一旦完結したが2017年11月に番外編1話が追加された。第3回エリュシオンノベルコンテスト（なろうコン）を受賞、書籍版がGCノベルズ（マイクロマガジン社）より2015年11月から2024年5月まで刊行された。イラストはMだSたろうが担当している。2024年5月時点でシリーズ累計部数は50万部を突破している。
メディアミックスとして、コミカライズ版が『コミックライド』（マイクロマガジン）にて2016年7月号（2016年7月28日発行）から2018年5月号（2018年4月27日発行）まで連載された。また、新しい作画担当によるコミカライズ版が『マンガボックス』（DeNA）および『コミックライド』（マイクロマガジン）にて2019年8月13日から2021年6月22日まで連載された。

## あらすじ
ある日突然、神の手違いで死んだタナカは、お詫びとしてチート能力を持って異世界に転生することを提案される。イケメンチートを望んだが断られたため、回復魔法のチートを授かり異世界へと30代中頃の中年親父として転生した。
その後、持ち家と社会的地位を手に入れるために、ドラゴンを退治したり、隣国との戦争に巻き込まれたり、貴族となり領地を発展させたり、内政や外政に精を出しながら生きていく。

## 登場人物

### 主要人物
タナカ
本作の主人公。本名は「タナカ」（転生前は田中 義男）。本文中の呼称は「醤油顔」。種族は「人間」。
現代日本からの転生者で、神の手違いによって死んだ後、最高の回復魔法チートを与えられてペニー帝国の首都カリス郊外の河原に現れた。
中年太りの醤油顔の男性で、ブサメンと自称している。
童貞であり、初体験への願望は初めて同士でイチャラブ希望である。
類まれなる性欲を持ち内心ではイヤらしい妄想をふくらませるが、自制心の高さと、自己評価の低さからあからさまに態度に出すことはなく、基本は紳士的な振る舞いを見せる。
日本的な行動規範にしたがい安定した生活を求めて行動しているうちに、爵位を賜り、領地に発展した街「ドラゴンシティー」をつくり、冒険者達や難民などを受け入れる。魔王戦ではソフィアの協力で幸運値を上げ、魔王を倒した。
エディタ
本作のメインヒロイン。本名は「エロイーズ・ヴァージン」。本文中の呼称は「エディタ先生」。処女。種族は「ハイエルフ」。
実力のある錬金術師の女性。様々な錬金術の著書を持ち、それを読んだタナカから錬金術の先生と崇められることになる。
外見の年頃は10代前半。腰下まで届く金色の長い髪と、青い色の瞳、特徴的なのはピンと尖った両の耳を持つ。身長140cmぐらいの可愛らしい少女。
呪いをかけられ瀕死状態となり、保存液の中に肉体を保存することで生きながらえていたが、保存場所である自宅兼アトリエをタナカが購入したことで出会い、タナカが呪いを解く薬を調合した事で救われる。
小心者で瑣末な出来事に事驚いて見せる一方、ここぞという場面では男気を発揮する。高性能ドジっ子。
ソフィア
本作のもう1人の語り手で、主人公であるタナカ視点以外の場合、彼女の視点で物語は語られる。本名「ソフィア・ベーコン」。本文中の呼称は「ソフィアちゃん」。処女。種族は「人間」。
ペニー帝国の首都カリスの食堂の娘。タナカが魔法学園に入学した際に寮付きのメイドとなる。その後もタナカの動向に巻き込まれ続け、ドラゴンシティーの会計の長みたいなものとなる。
年齢は20歳前後。顔はモデル級。釣り目がちな目元に青い瞳を持つ。髪型は腰下まで伸びた長めの金髪を高い位置で一纏めにしたポニーテール。
タナカが食堂に立ち寄った際、貴族であるファーレンに絡まれていた所をタナカに救われる。救われたものの貴族に睨まれることを恐れてタナカを出入り禁止にしたが、紆余曲折あってドラゴン退治以降行動を共にすることになる。
基本臆病な性格だが、ミーハーな部分があり、事件の核心に迫るような場面に居合わせてひどい目にあうことが多い。自覚はないがステータスとしての幸運値が高く、自分の体液を他者に飲ませる事で、その対象に幸運を分け与えることができ、魔王戦ではタナカを助ける。

### タナカの仲間
エステル
本名は「エリザベス・フィッツクラレンス」。本文中の呼称は「ロリビッチ」。種族は「サキュバスハーフ」。
アレンの恋人（1号）でペニー帝国の貴族の女性。公爵であるフィッツクラレンス家の令嬢で魔道士。本人も子爵位を持つ。
金髪ロングで真っ赤な瞳のお嬢様系美少女。身長150cmぐらい。
タナカが冒険者としてパーティーを募集したところ、応募があり出会った。宿でゾフィーと共にアレンと3人で性行為をしている声をタナカに聞かれている。後にタナカがエステルの過去の日記を読んだ際、アレンとアナルセックスをしている事が書かれており、日記を書いた日の時点では処女を守っている事が判明。これは恋人であるアレンを過保護で過激な父リチャードから守る為にアナルで我慢していた事が分かった。
サキュバスの先祖返りによる発作が起きた際は男性の精液を飲まなければならず、アレン、父であるリチャード、タナカのそれぞれの精液とミルクを混ぜた飲み物を用意し、ランダムで3つの内2つを飲ませた為、発作が落ち着いた。
初期の頃は、タナカのことを嫌悪していたがドラゴン退治での出来事をきっかけに、恋人のアレンを振り、タナカに病的な好意をよせるようになる。初期のツンデレから物語が進むにつれてタナカに対してヤンデレになっていった。物語中盤で記憶喪失になる。その後記憶は戻るが、タナカと出会った頃と記憶喪失中の2度にわたり、タナカに対して酷い言動や態度をとってしまった事に引け目を感じており、物語後半はタナカと接触をしなくなっていく。しかしタナカに近い立場であるソフィアにタナカの部屋にあるゴミ箱を回収して自分に届けるように要求するなどソフィアを悩ませる。
ファーレン
本名「グレモリア・ファーレン」。本文中の呼称は「魔道貴族」。種族は「人間」。
ペニー帝国の貴族の男性。爵位は伯爵。国でも有数の魔法使いであり、その研究は国にも認められるほど。魔法学園の理事長でもある。
年齢は40歳過ぎ。立派なカイゼル髭が特徴的な美丈夫で、短く刈り込んだブロンドの髪と、少し垂れ気味で妙な色気を持つ目元を持つ。
タナカと同じく女性経験が無い童貞である。クリスティーナに片想いしている。
タナカがカリスの飲食店に食事に立ち寄った際、前述のソフィアに絡んでいたところを所をタナカに退治される。退治時に見せたタナカの魔法の才能に惚れ込み、タナカを屋敷に招待（拉致）して研究対象にしている。
魔法に関して非常に貪欲で、人を測る物差しは魔法の素養がベースになっている。魔法の知識を得るためならば非道なこともやってみせる。
作中に出てくる魔法をベースにした発明品は、彼の作品であることが多い。発明品は飛空艇等の大掛かりな兵器から、ノック音が室内に響くような扉等の日用品まで多岐にわたる。
クリスティーナ
本名は「クリスティーナ」。本文中の呼称は「ロリゴン」。種族は「エンシェントドラゴン」。
全長100メートルを超える巨体を持つエンシェントドラゴンの雌。人間の街に訪れた以降は人間の幼女の姿でいる場合が多い。タナカの作った街「ドラゴンシティー」の町長に就任する。
人間体での外見の年頃は1桁台。白い肌、腰下まで伸びた真っ黒な髪と、白目の部分が黒く金色の瞳、ちょろりとしたしっぽを持つ。
バックパッカーとしてさまよっていた所、ぺぺ山でレットドラゴンを討伐したタナカと遭遇、戦闘となりエステルを人質に取るなど策を弄したりしたがタナカの粘り勝ちで軍門に降った。
同族が少ないエンシェントドラゴンとして孤独にさまよっていた期間が長かったせいか、承認欲求が強い。人外ロリータ。
ドリス
本名「ドリス・オブ・アハーン」。本文中の呼称は「縦ロール」。種族は「人間」。
金髪ロリ巨乳の処女。プッシー共和国の貴族の女性。
ロコロコ
本名は「ロコロコ」。本文中の呼称は「ゴッゴルちゃん」。種族は「ハイゴッゴル」。
本作でのオリジナル種族であり、触れたものの心を読むことができるゴッゴル族の上位種であるハイゴッゴル族の女の子。ハイゴッゴル族は、触れることなく心を読むことができる（射程範囲は、槍の届く距離）。
褐色の肌で、キレの良いおかっぱに揃えられた白銀色の髪を持つ。身長140cm弱。
タナカが資源調査でドルツ山におもむいた際、偶然発見した転移魔法陣に飛ばされ辿り着いた暗黒大陸の洞窟で出会った。
心を読む能力が原因で人から避けられ、孤独を拗らせていた所、心を読まれることに対してマゾヒスティック的な克服をしたタナカに出会い、孤独を癒やすことができた。その後「ドラゴンシティー」に移住する。口頭でのコミュニケーションに飢えており、お話依存症。褐色ロリータ。
アーシュ
本名「アシュレイ・アウフシュタイナー」。本文中の呼称は「JC」。種族は「サキュバスハーフ」。
黒髪ツインテールの男の娘。錬金術師。
学園都市でタナカに助けられて、タナカに惚れる。
タナカに惚れるまで同性愛者ではなかった。
オリバー
本名「ヴィクトリア・メイスフィールド」。本文中の呼称は「坊ちゃま」。種族は「人間」。
ニップル王国の第二王女。プラチナブロンドの髪に真っ白な肌をしている。
男装をして南部諸国の学園に留学している。
魔王討伐後のタナカを召喚魔法で南部諸国に召喚した。

### ペニー帝国
導きの幼女
タナカの行き先を導いてくれる幼女。
アレン
本名「アレン・アンダーソン」。種族は「人間」。
エステルの恋人。ゾフィーとも肉体関係を持っている。帝国の騎士団所属の男性。
イケメン。身長175cm前後。金髪碧眼でモナコの王子様系な顔立ちを持つ。エステルに振られたことにより騎士団を辞めて旅に出る、その際に田中に新しい名前をつけて欲しいと頼み「サイトウ」の名をもらう。
童貞では無く、宿でエステルとゾフィーと3人で性行為をしている声をタナカに聞かれている。
ゾフィー
本名「シアン・ビッチ」。本文中の呼称は「姫ビッチ」。種族は「人間」。
アレンの恋人（2号）。エステルの幼馴染で、ペニー帝国の貴族の女性でビッチ家の令嬢。帝国の魔法騎士団所属、第二師団の副団長。
タナカが冒険者としてパーティーを募集したところ、応募があり出会った。いろいろ拗らせており、地下アイドルのような活動など貴族とは思えないような行動をとることがある。
処女では無く、宿でエステルと共にアレンと3人で性行為をしている声をタナカに聞かれている。
メルセデス
本名「アンネローゼ・レープマン」。本文中の呼称は「メルセデスちゃん」。種族は「人間」。
ペニー帝国の王女側付きの近衛女騎士。王女の被虐趣味と当人の性癖のせいで複数回投獄されており、獄中でタナカと出会う。
ダーク・ブー
本文中の呼称は「ダークムチムチ」。種族は「ダークエルフ」。
ペニー帝国の奴隷で、暗殺者の女性。
タナカと利害関係の一致で何度かパーティーを組むがタナカを何度も裏切る。1度目は自らが奴隷から解放される為に背後からタナカの首を切り、当時タナカの敵であったドリス側につく。2度目は暗黒大陸で自分が勝てないゲロスをタナカに嗾ける。3度目は魔王側につく。4度目はエディタの魔道具を盗み、タナカとエディタの存在を消そうとする。
特に魔王側についた事でダークエルフ全体の評判は地に落ちることになり、郷に戻ることすらできなくなった。

### 大聖国
イード・S・エルメス
本文中の呼称は「聖女様」。大聖国の聖女。種族は「人間」。
霊体転移を使う。

### 魔族
ゲロス
本文中の呼称は「キモロンゲ」。
ドリスに仕えている魔族の男性。
スカ
魔王。種族は「ハイデーモン」。
肌と髪は白く、瞳は赤い、縦長な瞳孔の姿。

## 既刊一覧

### 小説
- ぶんころり（著）・MだSたろう（イラスト） 『田中〜年齢イコール彼女いない歴の魔法使い〜』 マイクロマガジン社〈GCノベルズ〉、全15巻
  1. 2015年12月7日初版発行（11月30日発売[4]）、ISBN 978-4-8963-7542-8
  2. 2016年6月6日初版発行（5月30日発売[5]）、ISBN 978-4-8963-7566-4
  3. 2016年10月7日初版発行（9月30日発売[6]）、ISBN 978-4-8963-7584-8
  4. 2017年2月2日初版発行（1月28日発売[7]）、ISBN 978-4-8963-7612-8
  5. 2017年8月3日初版発行（7月29日発売[8]）、ISBN 978-4-8963-7644-9
  6. 2017年12月5日初版発行（11月30日発売[9]）、ISBN 978-4-8963-7669-2
  7. 2018年5月3日初版発行（4月28日発売[10]）、ISBN 978-4-8963-7743-9
  8. 2018年9月4日初版発行（8月30日発売[11]）、ISBN 978-4-8963-7812-2
  9. 2019年6月4日初版発行（5月30日発売[12]）、ISBN 978-4-8963-7883-2
  10. 2019年12月5日初版発行（11月30日発売[13]）、ISBN 978-4-8963-7942-6
  11. 2020年6月3日初版発行（5月29日発売[14]）、ISBN 978-4-86716-013-8
  12. 2021年3月31日発売[15]、ISBN 978-4-86716-123-4
  13. 2022年1月28日発売[16]、ISBN 978-4-86716-240-8
  14. 2023年3月30日発売[17]、ISBN 978-4-86716-407-5
  15. 2024年5月30日発売[18]、ISBN 978-4-86716-580-5

### 漫画
- ぶんころり（原作）・MだSたろう（キャラクター原案）・刻田門大（作画） 『田中〜年齢イコール彼女いない歴の魔法使い〜 The Comic』 マイクロマガジン社〈ライドコミックス〉、全3巻
  1. 2017年1月28日発売[19]、ISBN 978-4-8963-7611-1
  2. 2017年11月30日発売[20]、ISBN 978-4-8963-7674-6
  3. 2018年6月30日発売[21]、ISBN 978-4-8963-7756-9
- ぶんころり（原作）・MだSたろう（キャラクター原案）・折月なおやす（作画） 『田中のアトリエ〜年齢=彼女いない歴の魔法使い〜』 マイクロマガジン社〈ライドコミックス〉、全5巻
  1. 2019年11月30日発売[22]、ISBN 978-4-8963-7948-8
  2. 2020年3月30日発売[23]、ISBN 978-4-8963-7993-8
  3. 2020年8月31日発売[24]、ISBN 978-4-8671-6052-7
  4. 2021年3月27日発売[25]、ISBN 978-4-8671-6119-7
  5. 2021年8月31日発売[26]、ISBN 978-4-8671-6172-2